# 10106 Lergrav
10106 Lergrav este un asteroid din centura principală, descoperit pe 1 martie 1992.